# Мстиславські каштеляни

Мстиславські каштеляни, Мстиславльські каштеляни — посадова особа Великого князівства Литовського, Речі Посполитої, що з'явилася в 1566 році серед місцевих урядників у Мстиславському воєводстві. Каштелянський уряд був другим за значенням після воєводи.

## Список каштелянів мстиславських
| Каштеляни мстиславські               | Каштеляни мстиславські | Каштеляни мстиславські          | Каштеляни мстиславські                                         |
| Особа                                | Рік прийняття посади   | Рік складання посади або смерті | Примітки                                                       |
| ------------------------------------ | ---------------------- | ------------------------------- | -------------------------------------------------------------- |
| Іван Соломерецький                   | 1566                   | біля 1580                       | Помер                                                          |
| Станіслав Нарушевич                  | біля 1580              | 1588                            | Вступив на смоленського каштеляна                              |
| Семен Война                          | 1588                   | 1599                            | Помер                                                          |
| Сокол Война                          | 1599                   | 1603                            | Вступив на берестейського каштеляна                            |
| Ян Мелешко                           | 1603                   | 1610                            | Вступив на берестейського каштеляна                            |
| Федір Лукомський                     | 1610                   | 1611                            | Помер                                                          |
| Костянтин Головчинський              | 1611                   | 1620                            | Помер                                                          |
| Семен Самійло Санґушко               | 1620                   | 1621                            | Вступив на вітебського каштеляна                               |
| Кшиштоф Друцький-Соколинський        | 1622                   | 1625                            | Вступив на полоцького каштеляна                                |
| Костянтин Олександрович Полубінський | 1625                   | 1633                            | Вступив на перновського воєводу                                |
| Ян Фелікс Огінський                  | 1633                   | 1640                            | Помер                                                          |
| Миколай Абрамович                    | 1640                   | 1643                            | Вступив на мстиславського воєводу                              |
| Ян Каменський                        | 1643                   | 1644                            |                                                                |
| Богдан Стеткевич                     | 1644                   | 1646                            | Вступив на новогрудського каштеляна                            |
| Ян Косаковський                      | 1646                   | 1649                            | Помер                                                          |
| Кшиштоф Цеханавецький                | 1653                   | 1655                            | Вступив на мінського воєводу                                   |
| Ян Антоні Друцький-Соколинський      | 1655                   | 1662                            | Помер                                                          |
| Станіслав Белазор                    | 1662                   | 1667                            | Помер                                                          |
| Павло Ришковський                    | 1667                   | 1702                            | Помер                                                          |
| Марцин Кароль Огінський              | 1703                   | 1703                            | Помер                                                          |
| Міхайло Камінський                   | 1703                   | 1715                            |                                                                |
| Костянтин Бенедикт Бжостовський      | 1715                   | 1722                            | Помер                                                          |
| Кшиштоф Домінік Пузина               | 1722                   | 1730                            | Вступив на мстиславського воєводу                              |
| Самуель Лазовий                      | 1730                   | 1738                            |                                                                |
| Станіслав Юрій Огінський             | 1738                   | 1740                            | Вступив на вітебського каштеляна                               |
| Юзеф Щит                             | 1740                   | 1745                            | Помер                                                          |
| Антоній Міхаїл Пузина                | 1746                   | 1752                            | Помер                                                          |
| Ян Забело                            | 1752                   | 1761                            | Помер                                                          |
| Юзеф Скумін-Тишкевич                 | 1761                   | 1775                            | Вступив на смоленського воєводу                                |
| Станіслав Тишкевич                   | 1775                   | 1783                            | Вступив на жемайтського каштеляна                              |
| Тадеуш Білевич                       | 1783                   | 1786                            | Вступив на мстиславського воєводу                              |
| Юзеф Храповицький                    | 1786                   | 1792                            | Відмовився від посади                                          |
| Ігнат Дашкевич                       | 1792                   | 1795                            | Склав уряд у зв'язку із припиненням діяльності Речі Посполитої |